# Bodom After Midnight
Bodom After Midnight fue el nombre por el que la banda finlandesa de Death metal melódico, técnico y neoclásico procedente de Espoo, Children Of Bodom fue conocida desde 2019 hasta su disolución en 2021, dicho cambio se debió a una batalla legal perdida contra los exmiembros de la misma, razón por lo cual se vieron obligados a realizar un cambio tomando el título de la segunda pista de su álbum Follow The Reaper como su nuevo nombre.
Posterior al cambio, la alineación de  la banda quedó conformada por los guitarristas Alexi Laiho y Daniel Freyberg de Children of Bodom, después de dos meses el baterista Waltteri Väyrynen (Paradise Lost) y el bajista Mitja Toivonen (ex-Santa Cruz) completaron la formación, junto con los teclistas Lauri Salomaa (ex-Humangood) y Vili Itäpelto (Seraphield y Smackbound) pasando a ser un supergrupo.
Sus primeros tres espectáculos del festival se anunciaron para el verano de 2020; Más tarde se confirmó que todos fueron cancelados debido a la Pandemia de COVID-19 en Finlandia. La banda debutó en vivo el 23 de octubre de 2020 en Seinäjoki, Finlandia, con dos shows más en el mismo lugar.
El 4 de enero de 2021 se anunció que Alexi Laiho había fallecido a fines de diciembre de 2020 por complicaciones de salud. Tenía 41 años. Bodom After Midnight estaba en proceso de trabajar en su álbum debut de larga duración, y antes de su muerte, grabó tres canciones y filmó un video musical, que fue lanzado postumente en su álbum Paint The Sky With Blood. La banda decidió disolverse dada la muerte de su alma mater dando punto final para la banda definitivamente.

## Miembros de la banda
Miembros actuales
- Daniel Freyberg – guitarra rítmica, coros (2020-presente)
- Mitja Toivonen – bajo, coros (2020-presente)
- Waltteri Väyrynen – batería (2020-presente)

Miembros en directo
- Lauri Salomaa – teclados, coros (2020-presente)
- Vili Itäpelto – teclados (2020-presente)

Miembros fallecidos
- Alexi Laiho – guitarra principal, voz principal (2020; murió 2020)